# Zračna luka Gorgan
Zračna luka Gorgan (IATA kod: GBT, ICAO kod: OING) smještena je 6 km sjeverno od grada Gorgana u sjevernom dijelu Irana odnosno pokrajini Golestan. Nalazi se na nadmorskoj visini od -7 m. Zračna luka ima jednu asfaltiranu uzletno-sletnu stazu dužine 2298 m, a koristi se za tuzemne i inozemne letove. Zračni prijevoznici koji nude redovne letove u ovoj zračnoj luci uključuju Iran Air (iz/u: Mašhad, TeheranMehrabad, Medina, Džeda), Iran Air Tours (iz/u: Mašhad), Iran Aseman Airlines (iz/u: Mašhad, Širaz, Teheran-Mehrabad, Zahedan), Caspian Airlines (iz/u: Damask), Saudi Arabian Airlines (iz/u: Džeda) i Kish Air (iz/u: Kiš).

## Vanjske poveznice
- (perz.) Službene stranice Zračne luke Gorgan  Arhivirana inačica izvorne stranice od 7. listopada 2015. (Wayback Machine)
- (engl.) [neaktivna poveznica]
- (engl.) DAFIF, Great Circle Mapper: GBT